# Scott Fifer
Scott Fifer (Orland Park, 11 marzo 1993) è un pallavolista statunitense.
Gioca nel ruolo di palleggiatore nel Příbram.

## Biografia
Figlio di Greg e Jan. Si diploma nel 2012 alla Carl Sandburg High School. 

## Carriera

### Club
La carriera di Scott Fifer inizia nei tornei scolastici dell'Illinois con la Carl Sandburg HS; parallelamente gioca a livello giovanile per l'Ultimate. Dopo il diploma gioca a livello universitario con la Lewis, partecipando alla NCAA Division I dal 2013 al 2016, raggiungendo due volte le Final 6 e, in particolare, disputando la finale per il titolo nel 2015. 
Nella stagione 2016-17 firma il suo primo contratto professionistico a Cipro, partecipando alla A' katīgoria con l'Anorthōsīs, mentre nella stagione seguente disputa la Lentopallon Mestaruusliiga finlandese col Raision Loimu. Nel campionato 2018-19 approda nella Lega Nazionale A svizzera con lo Schönenwerd, mentre nel campionato seguente emigra in Repubblica Ceca per giocare col Příbram, in Extraliga.